# Rodbina
Rodbina je grupa ljudi koji su međusobno povezani krvnim srodstvom ili bračnim zajednicama. Osoba s koja se s nekim nalazi u rodbinskom odnosu se naziva rođakom.

## Tipovi srodstva

### Obitelj
Najbliži rod su: otac, majka, sin, kći, brat, sestra.

### Bliža rodbina
Bliža rodbina su: djed, baka, stric, ujak (ujac), tetka. Nešto dalja rodbina su: bratići i sestrične. Nekada se kaže da nisu rodbina: tetak, strina i ujna.

### Ostala rodbina
U ostalu "rodbinu" ubrajaju se svekar, svekrva, punac, punica, djever, zaova, jetrva, šurjak, kunjad, pašanac, svastika, svak i dr.